# Tomas Hedenskog
Tomas Hedenskog von Schantz, född Hedenskog 1 april 1949 i Köla församling, är en svensk målare och fotograf.

## Biografi
Tomas Hedenskog tog studenten 1969 vid Nya Elementar i Bromma och bedrev 1969–1974 studier i engelska, konstvetenskap, filmvetenskap och etnologi vid Stockholms universitet. Han gick på Grundskolan för konstnärlig utbildning 1974–1975 och Konstfackskolan 1975–1977 i Stockholm. 
Han var en av initiativtagarna till konstnärsgruppen Ingens Hundar 1976, som är en hyllning till konstnär Staffan Hallström och hans svit målningar om herrelösa hundar.  Konstnärsgruppen turnerade i en allomfattande riksturné, dokumenterad i katalogen @Ingens Hundar, med temautställningen Stadsstämningar 1980–1982 och ett avslut i Stockholms kulturhus visning Stolta Stad-Stockholmsbilder genom fem sekler. Enskilt större utställningar är Omloppsbilder-Staden en lapsus i evolutionshistorien, Galleri Heland, 1980, i samarbete med Tommy Hilding samt Möte i seendets utkant, Galleri Tomarps Kungsgård, 2006, även det med konstnären Tommy Hilding. 
Hedenskog är representerad i flera statliga, landstingskommunala och kommunala samlingar samt i SL:s tunnelbanekonst. 2001 vann han titeln "Guldbågen-Sveriges Vackraste Motorcykel" vid MC-Dagarna på Gränsö slott i Västervik, i regi av tidningen MC-Nytt, med sin egendesignade och byggda mc. Konstnären John-Erik Franzén gav 2005 ut en färglitografi föreställande "Guldbågen 2001".
1999-2009 färdigställde han en helkroppstatuering på Doc Forest Tattoo i Aspudden med hjälp av Mortimer Franzen. Egna tecknade motiv, som minnen ur livet, var underlag för tatueringarna och finns dokumenterade i boken Bläck av Björn Abelin och Elisabeth Åsbrink. 
År 2009 visades fotoprojektet "Osopor-Vad är konst? Vad är skräp?" på Kulturhuset i Stockholm. Han har arbetat som fotograf sedan mitten av 1990-talet under pseudonymen Tom Titt. Han har även givit ut böcker under alias som  Tomas Tussilago och Tim Tinktur. 2010 deltog han med ett flertal foton i den jurybedömda utställningen Mitt Stockholm i samarrangemang av lokaltidningen Mitt i och Fotografiska Museet.
I 25 år var han verksam i Kyrkhamn i nordvästra Stockholm och hade sin ateljé/fotostudio i de numer K-märkta tidigare arbetarbostäderna till Lövsta Sopanläggning.
Han spelade garagerock i ett coverband åren 1964–1968 tillsammans med Lars Göransson, Lars Lindgren och Pär Borgström under namnet Mahony Rhymes. 2016 spelade de in en singel, "Reunion", i Korphult Studio, Jonstorp.
Hedenskog var gift mellan 1978 och 1983 med Agneta Hedenskog, född Blom, men gifte om sig 2008 med Ulrika von Schantz, som är dotter till konstnären Philip von Schantz. År 2009 antog han efternamnet von Schantz.